# جابر العلي السالم الصباح
الشيخ جابر العلي السالم الصباح (1928 - 17 مارس 1994 ). كان وزيراً للكهرباء والماء فوزيراً للإرشاد والأنباء ثم وزيراً للإعلام ونائبًا لرئيس مجلس الوزراء الكويتي في الفترة من عام 1962 إلى عام 1981 ، ثم أصبح مستشارًا لأمير الكويت وكان أحد المرشحين عام 1978 لولاية العهد .

## نشأته
هو أصغر أبناء الشيخ علي السالم الصباح. توفي والده قبل أن يكمل عامه الأول، وتولى تربيته عمه الشيخ عبد الله السالم الصباح وعاش مع أبنائه سعد وخالد. بسن الخامسة أُصيب بمرض الجدري وانتقل المرض منه لوالدته وظلت والدته تشكو من أعراض المرض حتى توفيت فعاش وحيداً بلا أب أو أم.

## حياته العلمية والعملية
- تلقى تعليمه الأول في مدرسة عبد العزيز حمادة، ثم انتقل بعدها إلى المدرسة المباركية.
- تولى في الفترة من 1952 إلى 1962 رئاسة مصلحة الكهرباء والماء. وبعد استقلال الكويت وإجراء انتخابات المجلس التأسيسي شكلت أول حكومة فعين فيها وزيرًا للكهرباء والماء، ثم أعيد تعيينه عام 1963 بنفس المنصب وذلك بعد انتخابات مجلس الأمة الأول. في 13 مارس 1964 عين وزيرًا للإرشاد والأنباء، وفي بتاريخ 3 يناير 1965 أعيد تعيينه للمرة الثانية بذات المنصب، وفي 4 ديسمبر 1965 عين مرة أخرى بذات المنصب وذلك بعد وفاة الشيخ عبد الله السالم الصباح. ترك العمل الوزاري في الفترة من عام 1971 حتى عام 1975 عندما عاد إلى الحكومة بعد أن عين نائبًا لرئيس الوزراء ووزيرًا للإعلام، واستمر بمنصبه حتى عام 1981، حيث ترك العمل الوزاري وعُيِّن مستشارًا لأمير الكويت الشيخ جابر الأحمد الصباح.

### ولاية العهد
عند تولي الشيخ جابر الأحمد الصباح الحكم رشّح ثلاثة أشخاص لتولي ولاية العهد، وهم بالإضافة إليه الشيخ سعد العبد الله الصباح والشيخ صباح الأحمد الصباح، فتنازل صباح الأحمد للشيخ سعد العبد الله السالم الصباح وزكّته أسرة الصباح لتولي المنصب. وحسب الوثائق البريطانية فإن من أسباب عدم توليه ولاية العهد هو أنه كان في عزلة من أسرة الصباح وشرائح كبيرة من المجتمع الكويتي.

## حياته العائلية
تزوج من
- الشيخة نورية صباح الصباح.
- هلا محمد المطيري.
- سبيكة دعيج.
- الشيخة نزيلة الأحمد الجابر الصباح.
- سعاد الحميضي.

ولديه من الأبناء:
- الشيخة فاطمة.
- الشيخ علي.
- الشيخ دعيج.
- الشيخة عزة.
- الشيخ صباح (مدير عام مؤسسة الموانئ الكويتية).
- الشيخ مبارك.
- الشيخة وفاء.
- الشيخة أوضاح.
- الشيخ فهد.
- الشيخ حمد (نائب الرئيس مجلس الوزراء و وزير الدفاع ).
- الشيخ خالد.
- الشيخة شريفة.
- الشيخ أحمد.
- الشيخ خليفة.
- الشيخ ناصر.